# أندي داوكنز
أندي داوكنز هو محامي وسياسي أمريكي، ولد في 29 يوليو 1950. نشط حزبياً في حزب العمال المزارعين الديمقراطيين في مينيسوتا والحزب الديمقراطي. وقد انتخب عضو مجلس نواب مينيسوتا ‏.